# District de Chittorgarh
Le district de Chittorgarh est un district de l'état du Rajasthan en Inde.

## Principales villes
- Bari Sadri
- Begun
- Bijaipur
- Dungla
- Chittorgarh
- Kapasan
- Mangalwar
- Nimbahera
- Rawatbhata